# Droga krajowa nr 114 (Kostaryka)
Droga krajowa nr 114 (hiszp. Ruta Nacional Secundaria 114/Ruta 114) – jedna z dróg krajowych w Kostaryce. Znajduje się ona w prowincji Heredia.

## Opis
W prowincji Heredia droga krajowa nr 113 przebiega przez kanton Barva (przez dystrykty San Pablo i San José de la Montaña) i kanton Santa Bárbara (przez dystrykt Jesús de Santa Bárbara).